# Петковичи (Барановичский район)
Петковичи (бел. Петкавічы) — деревня в Барановичском районе Брестской области Белоруссии. Входит в состав Крошинского сельсовета. Население — 209 человек (2019).

## География
К западу от деревни протекает ручей Гаевщина, левый приток реки Уша.

## История
В середине XIX века в составе имения Ишколдь, которое принадлежало Витгенштейнам. В XIX — начале XX века деревня в составе Городейской волости Новогрудского уезда Минской губернии. На карте 1910 года указана под названием Петкевичи.
С 1921 года в составе Польши. С 1939 года в составе БССР. С 15 января 1940 года в Городищенском районе Барановичской, с 8 января 1954 года Брестской областей, с 25 декабря 1962 года в Барановичском районе.
С конца июня 1941 года до 6 июля 1944 года оккупирована немецко-фашистскими захватчиками.
С 18 августа 1986 до 26 июня 2013 года являлась центром Петковичского сельсовета.

## Население
| Численность населения (по переписи) | Численность населения (по переписи) | Численность населения (по переписи) | Численность населения (по переписи) |
| 1909                                | 1999                                | 2009                                | 2019                                |
| ----------------------------------- | ----------------------------------- | ----------------------------------- | ----------------------------------- |
| 626                                 | ↘492                                | ↘333                                | ↘209                                |

## Достопримечательности

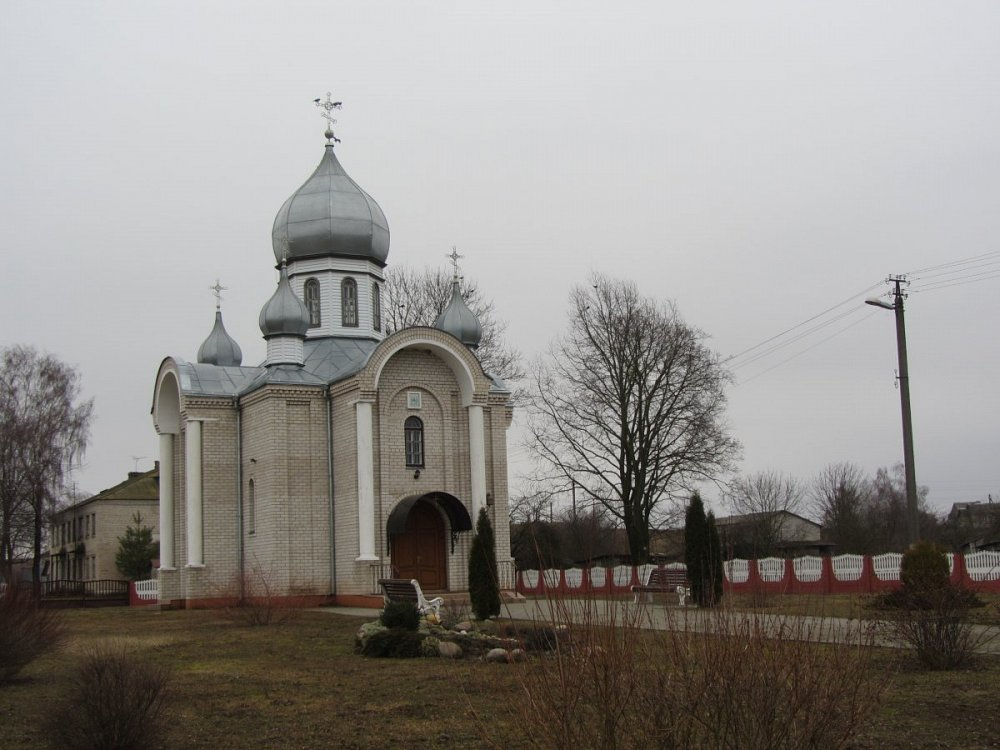
Троицкая церковь

- Памятник землякам. Односельчанам, погибшим на фронтах Великой Отечественной войны[1].